# Xya huxleyi
Xya huxleyi är en insektsart som först beskrevs av Carl Otto Harz 1971.  Xya huxleyi ingår i släktet Xya och familjen Tridactylidae. Inga underarter finns listade i Catalogue of Life.